# Atletismo nos Jogos Olímpicos de Verão de 2008 - Heptatlo feminino
A competição de Heptatlo feminino nos Jogos Olímpicos de Verão de 2008 realizou-se nos dias 15 e 16 de Agosto no Estádio Nacional de Pequim.
O padrão classificatório foi 6.000 pontos (padrão A) e 5.800 pontos (padrão B).
Originalmente a ucraniana Lyudmila Blonska havia ganhado a medalha de prata, mas foi desclassificada após testar positivo para a substância metiltestosterona, considerada dopante. Em 24 de abril de 2017 a russa Tatyana Chernova, então medalhista de bronze, foi desclassificada após a reanálise de seu exame antidoping acusar o uso da substância turinabol. A medalha foi realocada para a britânica Kelly Sotherton.

## Medalhistas
| Ouro   | UKR Natalya Dobrynska |
| Prata  | USA Hyleas Fountain   |
| Bronze | GBR Kelly Sotherton   |

## Recordes
Antes desta competição, os recordes mundiais e olímpicos da prova eram os seguintes:
| Tipo | Atleta               | Pontos | Local | Data                   |
| ---- | -------------------- | ------ | ----- | ---------------------- |
|      | Jackie Joyner-Kersee | 7 291  | Seul  | 24 de setembro de 1988 |
|      | Jackie Joyner-Kersee | 7 291  | Seul  | 24 de setembro de 1988 |

## Resultados

### 100m com barreiras

#### Eliminatória 1
| # | Atleta             | País              | Tempo | Pontos | Notas |
| - | ------------------ | ----------------- | ----- | ------ | ----- |
| 1 | Laurien Hoos       | NED Países Baixos | 13.52 | 1047   | PB    |
| 2 | Liu Haili          | CHN China         | 13.56 | 1041   | PB    |
| 3 | Karolina Tyminska  | POL Polônia       | 13.62 | 1033   | PB    |
| 4 | Shobha Javur       | IND Índia         | 13.62 | 1033   | PB    |
| 5 | Kylie Wheeler      | AUS Austrália     | 13.68 | 1024   | SB    |
| 6 | Gretchen Quintana  | CUB Cuba          | 13.77 | 1011   |       |
| 7 | Linda Zublin       | SUI Suíça         | 13.90 | 993    |       |
| 8 | Pramila Gudanda    | IND Índia         | 13.97 | 983    |       |
| 9 | Susmita Singha Roy | IND Índia         | 14.11 | 963    |       |

#### Eliminatória 2
| # | Atleta            | País              | Tempo | Pontos | Notas |
| - | ----------------- | ----------------- | ----- | ------ | ----- |
| 1 | Natalya Dobrynska | UKR Ucrânia       | 13.44 | 1059   | PB    |
| 2 | Jolanda Keizer    | NED Países Baixos | 13.90 | 993    | SB    |
| 3 | Wassana Winatho   | THA Tailândia     | 13.93 | 988    | SB    |
| 4 | Agryo Strataki    | GRE Grécia        | 14.05 | 971    | SB    |
| 5 | Julie Hollman     | GBR Grã-Bretanha  | 14.43 | 918    |       |
| 6 | Kaie Kand         | EST Estônia       | 14.47 | 913    |       |
| 7 | Gyorgyi Farkas    | HUN Hungria       | 14.66 | 887    |       |
| 8 | Yana Maksimava    | BLR Bielorrússia  | 14.71 | 880    |       |
|   | Irina Naumenko    | KAZ Cazaquistão   | DNF   | 0      |       |

#### Eliminatória 3
| # | Atleta              | País              | Tempo | Pontos | Notas |
| - | ------------------- | ----------------- | ----- | ------ | ----- |
| 1 | Aiga Grabuste       | LAT Letônia       | 13.78 | 1010   |       |
| 2 | Niina Kelo          | FIN Finlândia     | 13.95 | 985    | PB    |
| 3 | Yuliya Tarasova     | UZB Uzbequistão   | 14.03 | 974    | PB    |
| 4 | Ida Marcussen       | NOR Noruega       | 14.07 | 968    | PB    |
| 5 | Rebecca Wardell     | NZL Nova Zelândia | 14.07 | 968    | SB    |
| 6 | Viktorija Zemaityte | LTU Lituânia      | 14.44 | 917    |       |
| 7 | Austra Skujyte      | LTU Lituânia      | 14.46 | 914    | SB    |

#### Eliminatória 4
| # | Atleta                     | País         | Tempo | Pontos | Notas |
| - | -------------------------- | ------------ | ----- | ------ | ----- |
| 1 | Lyudmila Blonska           | UKR Ucrânia  | 13.31 | 1078   | SB    |
| 2 | Sonja Kesselschlager       | GER Alemanha | 13.50 | 1050   | =SB   |
| 3 | Lucimara Silva             | BRA Brasil   | 13.55 | 1043   |       |
| 4 | Marie Collonvillé          | FRA França   | 13.57 | 1040   | PB    |
| 5 | Jennifer Oeser             | GER Alemanha | 13.57 | 1040   |       |
| 6 | Tatyana Chernova           | RUS Rússia   | 13.65 | 1028   |       |
| 7 | Lilli Schwarzkopf          | GER Alemanha | 13.73 | 1017   |       |
| 8 | Kamila Chudzik             | POL Polônia  | 13.79 | 1008   |       |
| 9 | Antoinette Nana Djimou Ida | FRA França   | 13.85 | 1000   |       |

#### Eliminatória 5
| # | Atleta            | País                | Tempo | Pontos | Notas |
| - | ----------------- | ------------------- | ----- | ------ | ----- |
| 1 | Hyleas Fountain   | USA Estados Unidos  | 12.78 | 1158   |       |
| 2 | Jessica Zelinka   | CAN Canadá          | 12.97 | 1129   | PB    |
| 3 | Anna Bogdanova    | RUS Rússia          | 13.09 | 1111   | PB    |
| 4 | Kelly Sotherton   | GBR Grã-Bretanha    | 13.18 | 1097   | PB    |
| 5 | Jackie Johnson    | USA Estados Unidos  | 13.22 | 1091   |       |
| 6 | Ganna Melnichenko | UKR Ucrânia         | 13.52 | 1047   |       |
| 7 | Olga Kurban       | RUS Rússia          | 13.77 | 1011   |       |
| 8 | Denisa Scerbova   | CZE República Checa | 13.88 | 995    |       |
| 9 | Diana Pickler     | USA Estados Unidos  | 14.28 | 939    |       |

### Salto em altura

#### Grupo A
| #  | Atleta                     | País              | Height | Pontos | Notas |
| -- | -------------------------- | ----------------- | ------ | ------ | ----- |
| 1  | Jolanda Keizer             | NED Países Baixos | 1.83   | 1016   | PB    |
| 2  | Tatyana Chernova           | RUS Rússia        | 1.83   | 1016   | SB    |
| 3  | Natalya Dobrynska          | UKR Ucrânia       | 1.80   | 978    | SB    |
| 4  | Jessica Zelinka            | CAN Canadá        | 1.77   | 941    | PB    |
| 5  | Olga Kurban                | RUS Rússia        | 1.77   | 941    | =SB   |
| 6  | Aiga Grabuste              | LAT Letônia       | 1.77   | 941    |       |
| 7  | Kamila Chudzik             | POL Polônia       | 1.77   | 941    | SB    |
| 8  | Liu Haili                  | CHN China         | 1.77   | 941    | PB    |
| 9  | Karolina Tyminska          | POL Polônia       | 1.77   | 941    | PB    |
| 10 | Pramila Gudanda            | IND Índia         | 1.74   | 903    | =PB   |
| 11 | Viktorija Zemaityte        | LTU Lituânia      | 1.74   | 903    |       |
| 12 | Ida Marcussen              | NOR Noruega       | 1.71   | 867    | PB    |
| 13 | Antoinette Nana Djimou Ida | FRA França        | 1.71   | 867    | PB    |
| 14 | Rebecca Wardell            | NZL Nova Zelândia | 1.71   | 867    | PB    |
| 15 | Gretchen Quintana          | CUB Cuba          | 1.68   | 830    |       |
| 16 | Shobha Javur               | IND Índia         | 1.65   | 795    | =SB   |
| 17 | Laurien Hoos               | NED Países Baixos | 1.65   | 795    |       |
| 18 | Niina Kelo                 | FIN Finlândia     | 1.65   | 795    | PB    |
| 19 | Kaie Kand                  | EST Estônia       | 1.65   | 795    |       |
| 20 | Linda Zublin               | SUI Suíça         | 1.62   | 759    |       |
|    | Irina Naumenko             | KAZ Cazaquistão   | DNS    | 0      |       |

#### Grupo B
| #  | Atleta               | País                | Height | Pontos | Notas |
| -- | -------------------- | ------------------- | ------ | ------ | ----- |
| 1  | Hyleas Fountain      | USA Estados Unidos  | 1.89   | 1093   | PB    |
| 2  | Kylie Wheeler        | AUS Austrália       | 1.89   | 1093   | PB    |
| 3  | Lyudmila Blonska     | UKR Ucrânia         | 1.86   | 1054   | PB    |
| 4  | Anna Bogdanova       | RUS Rússia          | 1.86   | 1054   |       |
| 5  | Marie Collonvillé    | FRA França          | 1.86   | 1054   | NR    |
| 6  | Lucimara Silva       | BRA Brasil          | 1.83   | 1016   | PB    |
| 7  | Kelly Sotherton      | GBR Grã-Bretanha    | 1.83   | 1016   | SB    |
| 8  | Ganna Melnichenko    | UKR Ucrânia         | 1.80   | 978    | =SB   |
| 9  | Lilla Schwarzkopf    | GER Alemanha        | 1.80   | 978    |       |
| 10 | Jennifer Oeser       | GER Alemanha        | 1.80   | 978    |       |
| 11 | Austra Skujyte       | LTU Lituânia        | 1.77   | 941    |       |
| 12 | Jackie Johnson       | USA Estados Unidos  | 1.77   | 941    |       |
| 13 | Sonja Kesselschlager | GER Alemanha        | 1.77   | 941    |       |
| 14 | Julie Hollman        | GBR Grã-Bretanha    | 1.77   | 941    |       |
| 15 | Gyorgyi Farkas       | HUN Hungria         | 1.74   | 903    |       |
| 16 | Yana Maksimava       | BLR Bielorrússia    | 1.74   | 903    |       |
| 17 | Yuliya Tarasova      | UZB Uzbequistão     | 1.71   | 867    |       |
| 18 | Susmita Singha Roy   | IND Índia           | 1.71   | 867    |       |
| 19 | Agryo Strataki       | GRE Grécia          | 1.68   | 830    |       |
| 20 | Wassana Winatho      | THA Tailândia       | 1.68   | 830    |       |
| 21 | Denisa Scerbova      | CZE República Checa | 1.65   | 795    |       |
|    | Diana Pickler        | USA Estados Unidos  | DNS    | 0      |       |

### Lançamento do peso

#### Grupo A
| #  | Atleta                     | País               | Distância | Pontos | Notas |
| -- | -------------------------- | ------------------ | --------- | ------ | ----- |
| 1  | Natalya Dobrynska          | UKR Ucrânia        | 17.29     | 1015   | PB    |
| 2  | Austra Skujyte             | LTU Lituânia       | 17.02     | 997    | SB    |
| 3  | Jolanda Keizer             | NED Países Baixos  | 15.15     | 871    | PB    |
| 4  | Laurien Hoos               | NED Países Baixos  | 14.98     | 860    | SB    |
| 5  | Niina Kelo                 | FIN Finlândia      | 14.82     | 849    |       |
| 6  | Lilli Schwarzkopf          | GER Alemanha       | 14.61     | 835    | PB    |
| 7  | Kamila Chudzik             | POL Polônia        | 14.34     | 817    | SB    |
| 8  | Sonja Kesselschlager       | GER Alemanha       | 14.33     | 816    | =SB   |
| 9  | Lyudmila Blonska           | UKR Ucrânia        | 14.29     | 813    |       |
| 10 | Rebecca Wardell            | NZL Nova Zelândia  | 14.28     | 813    |       |
| 11 | Anna Bogdanova             | RUS Rússia         | 14.08     | 799    |       |
| 12 | Karolina Tyminska          | POL Polônia        | 14.08     | 799    |       |
| 13 | Kelly Sotherton            | GBR Grã-Bretanha   | 13.87     | 785    |       |
| 14 | Olga Kurban                | RUS Rússia         | 13.84     | 783    | PB    |
| 15 | Jessica Zelinka            | CAN Canadá         | 13.79     | 780    |       |
| 16 | Jennifer Oeser             | GER Alemanha       | 13.62     | 769    |       |
| 17 | Yana Maksimava             | BLR Bielorrússia   | 13.60     | 767    |       |
| 18 | Hyleas Fountain            | USA Estados Unidos | 13.36     | 751    |       |
| 19 | Argyro Strataki            | GRE Grécia         | 13.22     | 742    |       |
| 20 | Ganna Melnichenko          | UKR Ucrânia        | 13.18     | 739    |       |
| 21 | Antoinette Nana Djimou Ida | FRA França         | 13.12     | 735    |       |
| 22 | Ida Marcussen              | NOR Noruega        | 12.97     | 725    |       |

#### Grupo B
| #  | Atleta              | País                | Distância | Pontos | Notas |
| -- | ------------------- | ------------------- | --------- | ------ | ----- |
| 1  | Viktorija Zemaityte | LTU Lituânia        | 14.01     | 795    | PB    |
| 2  | Gretchen Quintana   | CUB Cuba            | 13.10     | 734    |       |
| 3  | Shobha Javur        | IND Índia           | 13.07     | 732    |       |
| 4  | Kylie Wheeler       | AUS Austrália       | 13.06     | 731    | SB    |
| 5  | Kaie Kand           | EST Estônia         | 12.91     | 721    |       |
| 6  | Tatyana Chernova    | RUS Rússia          | 12.88     | 719    |       |
| 7  | Liu Haili           | CHN China           | 12.71     | 708    |       |
| 8  | Aiga Grabuste       | LAT Letônia         | 12.70     | 707    |       |
| 9  | Yuliya Tarasova     | UZB Uzbequistão     | 12.60     | 701    |       |
| 10 | Julie Hollman       | GBR Grã-Bretanha    | 12.45     | 691    |       |
| 11 | Marie Collonvillé   | FRA França          | 12.42     | 689    | PB    |
| 12 | Linda Zublin        | SUI Suíça           | 12.34     | 684    |       |
| 13 | Gyorgyi Farkas      | HUN Hungria         | 12.06     | 665    |       |
| 14 | Jackie Johnson      | USA Estados Unidos  | 11.82     | 649    |       |
| 15 | Pramila Gudanda     | IND Índia           | 11.66     | 639    |       |
| 16 | Lucimara Silva      | BRA Brasil          | 11.59     | 634    |       |
| 17 | Susmita Singha Roy  | IND Índia           | 11.27     | 613    |       |
|    | Irina Naumenko      | KAZ Cazaquistão     | DNS       | 0      |       |
|    | Diana Pickler       | USA Estados Unidos  | DNS       | 0      |       |
|    | Denisa Scerbova     | CZE República Checa | DNS       | 0      |       |
|    | Wassana Winatho     | THA Tailândia       | DNS       | 0      |       |

### 200m

#### Eliminatória 1
| # | Atleta            | País               | Tempo | Pontos | Notas |
| - | ----------------- | ------------------ | ----- | ------ | ----- |
| 1 | Jolanda Keizer    | NED Países Baixos  | 23.97 | 984    | PB    |
| 2 | Lyudmila Blonska  | UKR Ucrânia        | 24.14 | 967    | SB    |
| 3 | Anna Bogdanova    | RUS Rússia         | 24.24 | 958    | PB    |
| 4 | Kylie Wheeler     | AUS Austrália      | 24.28 | 954    | SB    |
| 5 | Gretchen Quintana | CUB Cuba           | 24.34 | 948    |       |
| 6 | Ganna Melnichenko | UKR Ucrânia        | 24.35 | 947    | PB    |
| 7 | Rebecca Wardell   | NZL Nova Zelândia  | 24.64 | 920    |       |
| 8 | Kamila Chudzik    | POL Polônia        | 25.36 | 854    |       |
|   | Diana Pickler     | USA Estados Unidos | DNS   | 0      |       |

#### Eliminatória 2
| # | Atleta             | País                | Tempo | Pontos | Notas |
| - | ------------------ | ------------------- | ----- | ------ | ----- |
| 1 | Hyleas Fountain    | USA Estados Unidos  | 23.21 | 1058   | PB    |
| 2 | Kelly Sotherton    | GBR Grã-Bretanha    | 23.39 | 1040   | PB    |
| 3 | Karolina Tyminska  | POL Polônia         | 23.39 | 1040   | PB    |
| 4 | Jessica Zelinka    | CAN Canadá          | 23.64 | 1016   | PB    |
| 5 | Tatyana Chernova   | RUS Rússia          | 23.95 | 986    |       |
| 6 | Olga Kurban        | RUS Rússia          | 24.34 | 948    |       |
| 7 | Susmita Singha Roy | IND Índia           | 24.34 | 948    |       |
| 8 | Pramila Gudanda    | IND Índia           | 24.92 | 894    |       |
|   | Denisa Scerbova    | CZE República Checa | DNS   | 0      |       |

#### Eliminatória 3
| # | Atleta              | País             | Tempo | Pontos | Notas |
| - | ------------------- | ---------------- | ----- | ------ | ----- |
| 1 | Yuliya Tarasova     | UZB Uzbequistão  | 24.36 | 946    | PB    |
| 2 | Aiga Grabuste       | LAT Letônia      | 24.71 | 914    |       |
| 3 | Viktorija Zemaityte | LTU Lituânia     | 25.06 | 881    |       |
| 4 | Niina Kelo          | FIN Finlândia    | 25.90 | 806    |       |
| 5 | Yana Maksimava      | BLR Bielorrússia | 25.94 | 802    |       |
| 6 | Gyorgyi Farkas      | HUN Hungria      | 26.10 | 788    | PB    |
|   | Irina Naumenko      | KAZ Cazaquistão  | DNS   | 0      |       |

#### Eliminatória 4
| # | Atleta               | País             | Tempo | Pontos | Notas |
| - | -------------------- | ---------------- | ----- | ------ | ----- |
| 1 | Natalya Dobrynska    | UKR Ucrânia      | 24.39 | 944    | PB    |
| 2 | Ida Marcussen        | NOR Noruega      | 25.02 | 885    |       |
| 3 | Marie Collonvillé    | FRA França       | 25.06 | 881    | PB    |
| 4 | Lilli Schwarzkopf    | GER Alemanha     | 25.25 | 864    |       |
| 5 | Austra Skujyte       | LTU Lituânia     | 25.40 | 850    | SB    |
| 6 | Julie Hollman        | GBR Grã-Bretanha | 25.41 | 850    |       |
| 7 | Argyro Strataki      | GRE Grécia       | 25.47 | 844    |       |
| 8 | Kaie Kand            | EST Estônia      | 25.49 | 842    | SB    |
| 9 | Sonja Kesselschlager | GER Alemanha     | 25.50 | 841    |       |

#### Eliminatória 5
| # | Atleta                     | País               | Tempo | Pontos | Notas |
| - | -------------------------- | ------------------ | ----- | ------ | ----- |
| 1 | Liu Haili                  | CHN China          | 24.47 | 936    | PB    |
| 2 | Lucimara Silva             | BRA Brasil         | 24.56 | 928    | SB    |
| 3 | Laurien Hoos               | NED Países Baixos  | 24.57 | 927    | SB    |
| 4 | Shobha Javur               | IND Índia          | 24.62 | 922    | SB    |
| 5 | Jennifer Oeser             | GER Alemanha       | 24.67 | 917    |       |
| 6 | Jackie Johnson             | USA Estados Unidos | 24.74 | 911    |       |
| 7 | Antoinette Djimou Nana Ida | FRA França         | 24.90 | 896    |       |
| 8 | Linda Zublin               | SUI Suíça          | 24.99 | 888    |       |
|   | Wassana Winatho            | THA Tailândia      | DNS   | 0      |       |

### Salto em comprimento

#### Grupo A
| #  | Atleta               | País              | Distância | Pontos | Notas |
| -- | -------------------- | ----------------- | --------- | ------ | ----- |
| 1  | Aiga Grabuste        | LAT Letônia       | 6.36      | 962    |       |
| 2  | Jolanda Keizer       | NED Países Baixos | 6.15      | 896    | PB    |
| 3  | Julie Hollman        | GBR Grã-Bretanha  | 6.13      | 890    |       |
| 4  | Jessica Zelinka      | CAN Canadá        | 6.12      | 887    | SB    |
| 5  | Gyorgi Farkas        | HUN Hungria       | 6.09      | 877    | PB    |
| 6  | Liu Haili            | CHN China         | 6.08      | 874    |       |
| 7  | Ida Marcussen        | NOR Noruega       | 6.06      | 868    |       |
| 8  | Sonja Kesselschlager | GER Alemanha      | 6.04      | 862    |       |
| 9  | Gretchen Quintana    | CUB Cuba          | 6.02      | 856    |       |
| 10 | Susmita Singha Roy   | IND Índia         | 5.98      | 843    |       |
| 11 | Argyro Strataki      | GRE Grécia        | 5.97      | 840    |       |
| 12 | Yuliya Tarasova      | UZB Uzbequistão   | 5.92      | 825    |       |
| 13 | Rebecca Wardell      | NZL Nova Zelândia | 584       | 801    |       |
| 14 | Niina Kelo           | FIN Finlândia     | 5.76      | 777    |       |
| 15 | Kaie Kand            | EST Estônia       | 5.75      | 774    |       |
| 16 | Laurien Hoos         | NED Países Baixos | 5.74      | 771    | =SB   |
| 17 | Linda Zublin         | SUI Suíça         | 5.74      | 771    |       |
|    | Yana Maksimava       | BLR Bielorrússia  | NM        | 0      |       |
|    | Austra Skujyte       | LTU Lituânia      | NM        | 0      |       |
|    | Viktorija Zemaityte  | LTU Lituânia      | NM        | 0      |       |

#### Grupo B
| #  | Atleta                     | País               | Distância | Pontos | Notas |
| -- | -------------------------- | ------------------ | --------- | ------ | ----- |
| 1  | Natalya Dobrynska          | UKR Ucrânia        | 6.63      | 1049   | PB    |
| 2  | Karolina Tyminska          | POL Polônia        | 6.53      | 1017   |       |
| 3  | Lyudmila Blonska           | UKR Ucrânia        | 6.48      | 1001   |       |
| 4  | Tatyana Chernova           | RUS Rússia         | 6.47      | 997    |       |
| 5  | Anna Bogdanova             | RUS Rússia         | 6.45      | 991    |       |
| 6  | Ganna Melnichenko          | UKR Ucrânia        | 6.40      | 975    | PB    |
| 7  | Hyleas Fountain            | USA Estados Unidos | 6.38      | 969    |       |
| 8  | Kelly Sotherton            | GBR Grã-Bretanha   | 6.33      | 958    | SB    |
| 9  | Marie Collonvillé          | FRA França         | 6.21      | 915    | PB    |
| 10 | Lucimara Silva             | BRA Brasil         | 6.18      | 905    |       |
| 11 | Jennifer Oeser             | GER Alemanha       | 6.16      | 899    |       |
| 12 | Antoinette Nana Djimou Ida | FRA França         | 6.16      | 899    |       |
| 13 | Pramila Gudanda            | IND Índia          | 6.11      | 883    |       |
| 14 | Kylie Wheeler              | AUS Austrália      | 6.11      | 883    |       |
| 15 | Olga Kurban                | RUS Rússia         | 5.97      | 840    |       |
| 16 | Kamila Chudzik             | POL Polônia        | 5.97      | 840    |       |
| 17 | Lilli Schwarzkopf          | GER Alemanha       | 5.96      | 837    |       |
| 18 | Jackie Johnson             | USA Estados Unidos | 5.88      | 813    |       |
| 19 | Shobha Javur               | IND Índia          | 5.86      | 807    |       |

### Lançamento do dardo

#### Grupo A
| #  | Atleta               | País              | Distância | Pontos | Notas |
| -- | -------------------- | ----------------- | --------- | ------ | ----- |
| 1  | Sonja Kesselschlager | GER Alemanha      | 44.28     | 750    | SB    |
| 2  | Jessica Zelinka      | CAN Canadá        | 43.91     | 742    | PB    |
| 3  | Kylie Wheeler        | AUS Austrália     | 43.81     | 741    | PB    |
| 4  | Yuliya Tarasova      | UZB Uzbequistão   | 43.31     | 731    | PB    |
| 5  | Jolanda Keizer       | NED Países Baixos | 42.76     | 720    | PB    |
| 6  | Kaie Kand            | EST Estônia       | 42.51     | 716    | PB    |
| 7  | Liu Haili            | CHN China         | 41.79     | 702    | SB    |
| 8  | Pramila Gudanda      | IND Índia         | 41.27     | 692    |       |
| 9  | Lucimara Silva       | BRA Brasil        | 40.34     | 674    | SB    |
| 10 | Susmita Singha Roy   | IND Índia         | 39.79     | 663    |       |
| 11 | Yana Maksimava       | BLR Bielorrússia  | 39.14     | 651    |       |
| 12 | Julie Hollman        | GBR Grã-Bretanha  | 39.08     | 650    |       |
| 13 | Aiga Grabuste        | LAT Letônia       | 39.02     | 649    |       |
| 14 | Gretchen Quintana    | CUB Cuba          | 38.14     | 632    | PB    |
| 15 | Kelly Sotherton      | GBR Grã-Bretanha  | 37.66     | 622    | SB    |
| 16 | Karolina Tyminska    | POL Polônia       | 35.97     | 590    |       |
| 17 | Ganna Melnichenko    | UKR Ucrânia       | 35.89     | 589    |       |
| 18 | Anna Bogdanova       | RUS Rússia        | 35.41     | 579    |       |
|    | Viktorija Zemaityte  | LTU Lituânia      | DNS       | 0      |       |

#### Grupo B
| #  | Atleta                     | País               | Distância | Pontos | Notas |
| -- | -------------------------- | ------------------ | --------- | ------ | ----- |
| 1  | Kamila Chudzik             | POL Polônia        | 52.05     | 900    |       |
| 2  | Lilli Schwarzkopf          | GER Alemanha       | 51.88     | 897    |       |
| 3  | Niina Kelo                 | FIN Finlândia      | 51.48     | 889    |       |
| 4  | Antoinette Nana Djimou Ida | FRA França         | 49.32     | 847    |       |
| 5  | Natalya Dobrynska          | UKR Ucrânia        | 48.60     | 833    | PB    |
| 6  | Laurien Hoos               | NED Países Baixos  | 48.54     | 832    |       |
| 7  | Tatyana Chernova           | RUS Rússia         | 48.37     | 829    |       |
| 8  | Lyudmila Blonska           | UKR Ucrânia        | 47.60     | 814    |       |
| 9  | Jennifer Oeser             | GER Alemanha       | 47.53     | 812    | SB    |
| 10 | Ida Marcussen              | NOR Noruega        | 47.37     | 809    |       |
| 11 | Linda Zublin               | SUI Suíça          | 47.19     | 806    |       |
| 12 | Marie Collonvillé          | FRA França         | 46.14     | 785    |       |
| 13 | Argyro Strataki            | GRE Grécia         | 45.20     | 767    | SB    |
| 14 | Shobha Javur               | IND Índia          | 43.50     | 735    |       |
| 15 | Gyorgi Farkas              | HUN Hungria        | 43.45     | 734    |       |
| 16 | Olga Kurban                | RUS Rússia         | 42.85     | 722    |       |
| 17 | Rebecca Wardell            | NZL Nova Zelândia  | 42.14     | 708    |       |
| 18 | Hyleas Fountain            | USA Estados Unidos | 41.93     | 705    |       |
|    | Jackie Johnson             | USA Estados Unidos | DNS       | 0      |       |
|    | Austra Skujyte             | LTU Lituânia       | DNS       | 0      |       |

### 800m

#### Eliminatória 1
| # | Atleta             | País             | Tempo   | Pontos | Notas |
| - | ------------------ | ---------------- | ------- | ------ | ----- |
| 1 | Kaie Kand          | EST Estônia      | 2:13.36 | 916    | PB    |
| 2 | Gyorgyi Farkas     | HUN Hungria      | 2:14.05 | 906    | PB    |
| 3 | Argyro Strataki    | GRE Grécia       | 2:14.57 | 899    | PB    |
| 4 | Linda Zublin       | SUI Suíça        | 2:18.68 | 842    |       |
| 5 | Susmita Singha Roy | IND Índia        | 2:21.14 | 808    |       |
| 6 | Yana Maksimava     | BLR Bielorrússia | 2:21.55 | 803    |       |
| 7 | Julie Hollman      | GBR Grã-Bretanha | 2:22.54 | 789    |       |

#### Eliminatória 2
| # | Atleta            | País              | Tempo   | Pontos | Notas |
| - | ----------------- | ----------------- | ------- | ------ | ----- |
| 1 | Rebecca Wardell   | NZL Nova Zelândia | 2:13.65 | 912    |       |
| 2 | Ida Marcussen     | NOR Noruega       | 2:14.96 | 893    | SB    |
| 3 | Gretchen Quintana | CUB Cuba          | 2:20.31 | 819    |       |
| 4 | Niina Kelo        | FIN Finlândia     | 2:20.97 | 810    | PB    |
| 5 | Pramila Gudanda   | IND Índia         | 2:23.46 | 777    |       |
| 6 | Yuliya Tarasova   | UZB Uzbequistão   | 2:26.19 | 741    | SB    |
| 7 | Shobha Javur      | IND Índia         | 2:27.50 | 725    |       |

#### Eliminatória 3
| #    | Atleta                     | País              | Tempo   | Pontos | Notas |
| ---- | -------------------------- | ----------------- | ------- | ------ | ----- |
| 1    | Ganna Melnichenko          | UKR Ucrânia       | 2:15.23 | 890    |       |
| 2    | Sonja Kesselschlager       | GER Alemanha      | 2:15.94 | 880    |       |
| 3    | Lucimara Silva             | BRA Brasil        | 2:16.20 | 876    | PB    |
| 4    | Aiga Grabuste              | LAT Letônia       | 2:16.87 | 867    |       |
| 5    | Liu Haili                  | CHN China         | 2:18.84 | 839    | PB    |
| 6    | Antoinette Nana Djimou Ida | FRA França        | 2:20.96 | 811    |       |
| 99 ! | Laurien Hoos               | NED Países Baixos | DNS     | 0      |       |

#### Eliminatória 4
| # | Atleta            | País          | Tempo   | Pontos | Notas |
| - | ----------------- | ------------- | ------- | ------ | ----- |
| 1 | Karolina Tyminska | POL Polônia   | 2:07.08 | 1008   |       |
| 2 | Lilli Schwarzkopf | GER Alemanha  | 2:10.91 | 951    | SB    |
| 3 | Jennifer Oeser    | GER Alemanha  | 2:11.33 | 945    | PB    |
| 4 | Kylie Wheeler     | AUS Austrália | 2:11.49 | 943    | SB    |
| 5 | Marie Collonvillé | FRA França    | 2:11.81 | 938    | PB    |
| 6 | Olga Kurban       | RUS Rússia    | 2:13.59 | 913    |       |
| 7 | Kamila Chudzik    | POL Polônia   | 2:21.97 | 797    |       |

#### Eliminatória 5
| # | Atleta            | País               | Tempo   | Pontos | Notas |
| - | ----------------- | ------------------ | ------- | ------ | ----- |
| 1 | Tatyana Chernova  | RUS Rússia         | 2:06.50 | 1016   | PB    |
| 2 | Kelly Sotherton   | GBR Grã-Bretanha   | 2:07.34 | 1004   | PB    |
| 3 | Jessica Zelinka   | CAN Canadá         | 2:07.95 | 995    | PB    |
| 4 | Lyudmila Blonska  | UKR Ucrânia        | 2:09.44 | 973    | PB    |
| 5 | Anna Bogdanova    | RUS Rússia         | 2:09.45 | 973    | PB    |
| 6 | Jolanda Keizer    | NED Países Baixos  | 2:15.21 | 890    | PB    |
| 7 | Hyleas Fountain   | USA Estados Unidos | 2:15.45 | 886    | PB    |
| 8 | Natalya Dobrynska | UKR Ucrânia        | 2:17.72 | 855    | SB    |

### Classificação final

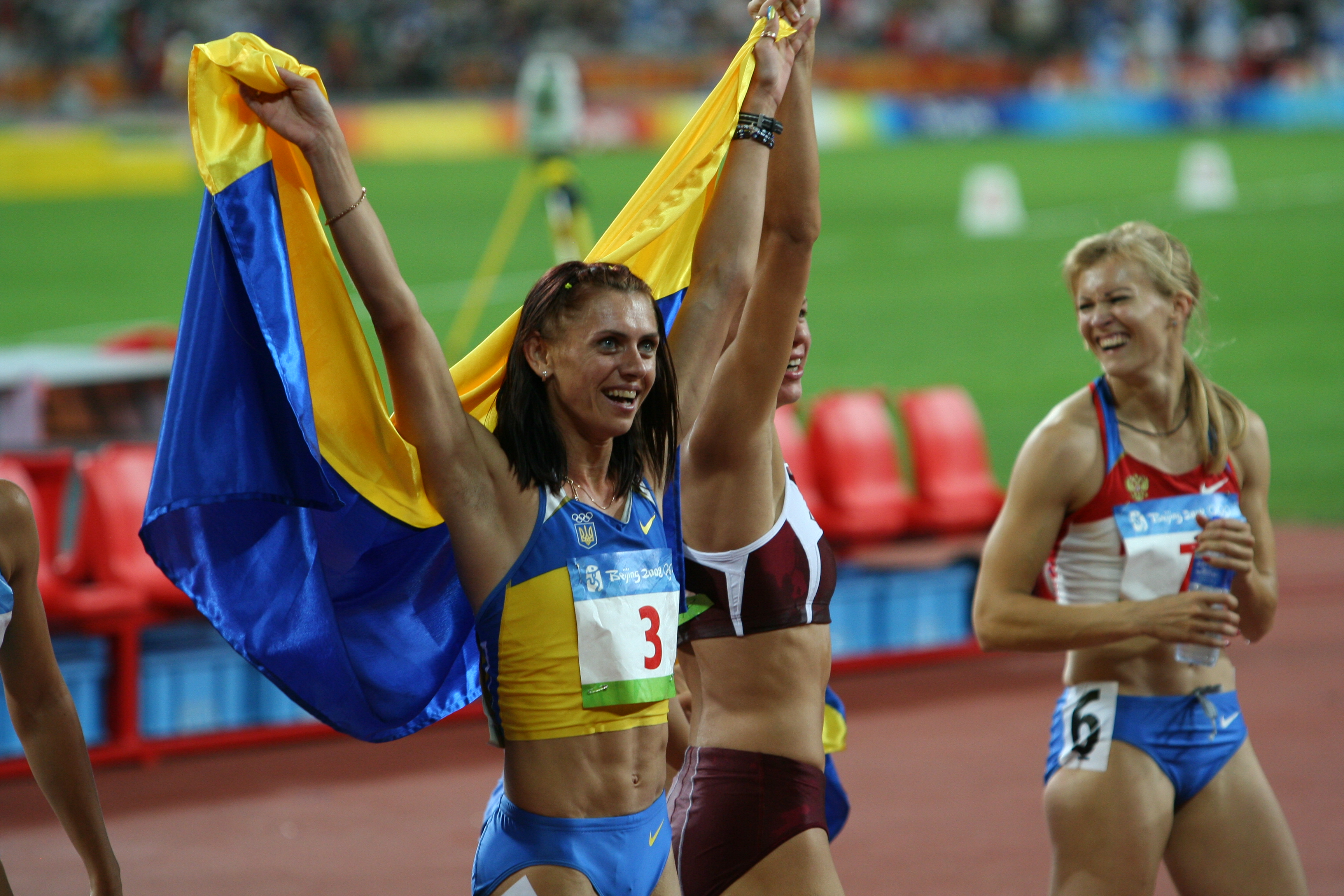
Lyudmila Blonska conquistou a medalha de prata, mas foi desclassificada por doping.

| #                 | Atleta                     | País                | Pontos | Notas |
| ----------------- | -------------------------- | ------------------- | ------ | ----- |
| Medalha de ouro   | Natalya Dobrynska          | UKR Ucrânia         | 6733   | PB    |
| Medalha de prata  | Hyleas Fountain            | USA Estados Unidos  | 6619   |       |
| Medalha de bronze | Kelly Sotherton            | GBR Grã-Bretanha    | 6517   |       |
| 4                 | Jessica Zelinka            | CAN Canadá          | 6490   | NR    |
| 5                 | Anna Bogdanova             | RUS Rússia          | 6465   | PB    |
| 6                 | Karolina Tyminska          | POL Polônia         | 6428   | PB    |
| 7                 | Lilli Schwarzkopf          | GER Alemanha        | 6379   |       |
| 8                 | Jolanda Keizer             | NED Países Baixos   | 6370   | PB    |
| 9                 | Kylie Wheeler              | AUS Austrália       | 6369   | PB    |
| 10                | Jennifer Oeser             | GER Alemanha        | 6360   |       |
| 11                | Marie Collonvillé          | FRA França          | 6302   | SB    |
| 12                | Olga Kurban                | RUS Rússia          | 6192   |       |
| 13                | Ganna Melnichenko          | UKR Ucrânia         | 6165   |       |
| 14                | Kamila Chudzik             | POL Polônia         | 6157   |       |
| 15                | Sonja Kesselschlager       | GER Alemanha        | 6140   |       |
| 16                | Lucimara Silva             | BRA Brasil          | 6076   | AR    |
| 17                | Antoinette Nana Djimou Ida | FRA França          | 6055   |       |
| 18                | Aiga Grabuste              | LAT Letônia         | 6050   | PB    |
| 19                | Liu Haili                  | CHN China           | 6041   | PB    |
| 20                | Ida Marcussen              | NOR Noruega         | 6015   |       |
| 21                | Rebecca Wardell            | NZL Nova Zelândia   | 5989   |       |
| 22                | Niina Kelo                 | FIN Finlândia       | 5911   | SB    |
| 23                | Argryo Strataki            | GRE Grécia          | 5893   |       |
| 24                | Gretchen Quintana          | CUB Cuba            | 5830   |       |
| 25                | Yuliya Tarasova            | UZB Uzbequistão     | 5785   |       |
| 26                | Pramila Gudanda            | IND Índia           | 5771   |       |
| 27                | Gyorgyi Farkas             | HUN Hungria         | 5760   |       |
| 28                | Shobha Javur               | IND Índia           | 5749   |       |
| 29                | Linda Zublin               | SUI Suíça           | 5743   |       |
| 30                | Julie Hollman              | GBR Grã-Bretanha    | 5729   |       |
| 31                | Susmita Singha Roy         | IND Índia           | 5705   |       |
| 32                | Kaie Kand                  | EST Estônia         | 5677   | SB    |
| 33                | Yana Maksimava             | BLR Bielorrússia    | 4806   |       |
|                   | Laurien Hoos               | NED Países Baixos   | DNF    |       |
|                   | Jackie Johnson             | USA Estados Unidos  | DNF    |       |
|                   | Austra Skujyte             | LTU Lituânia        | DNF    |       |
|                   | Viktorija Zemaityte        | LTU Lituânia        | DNF    |       |
|                   | Denisa Scerbova            | CZE República Checa | DNF    |       |
|                   | Wassana Winatho            | THA Tailândia       | DNF    |       |
|                   | Irina Naumenko             | KAZ Cazaquistão     | DNF    |       |
|                   | Diana Pickler              | USA Estados Unidos  | DNF    |       |
| DSQ               | Lyudmila Blonska           | UKR Ucrânia         | 6700   | SB    |
| DSQ               | Tatyana Chernova           | RUS Rússia          | 6591   |       |

Legenda
| Recorde mundial      | Recorde mundial (World record)               |                       | Recorde africano                      | Recorde africano (African) |                                           | Q | Classificado por posição (Qualified) |
| Recorde olímpico     | Recorde olímpico (Olympic record)            | Recorde da América    | Recorde da América (Americas)         | q                          | Classificado por melhor tempo (Qualified) |   |                                      |
| Melhor marca do ano  | Melhor marca do ano (World leading)          | Recorde asiático      | Recorde asiático (Asian)              | DNS                        | Não largou (Did not start)                |   |                                      |
| Recorde nacional     | Recorde nacional (National record)           | Recorde europeu       | Recorde europeu (European)            | DNF                        | Não terminou (Did not finish)             |   |                                      |
| Recorde pessoal      | Recorde pessoal do atleta (Personal best)    | Recorde da Oceania    | Recorde da Oceania (Oceania)          | DSQ / DQ                   | Desclassificado (Disqualified)            |   |                                      |
| Recorde da temporada | Recorde da temporada do atleta (Season best) | Recorde sul-americano | Recorde sul-americano (South America) | NM                         | Sem marca (No mark)                       |   |                                      |